# Fernando García Lorenzo
Fernando García Lorenzo (El Astillero, Cantabria, 20 de diciembre de 1912-ibidem, 2 de junio de 1990), también conocido como Nando García o simplemente García, es un exfutbolista internacional español.
Un periodista mexicano le apodó El Gavilán por la forma en que extendía los brazos para proteger el balón.

## Trayectoria
Se inició en el Unión Club de Astillero, para posteriormente debutar con el Racing de Santander en la victoria contra el CD Alavés, por un gol a dos, en la temporada 1931-32. Con el equipo cántabro disputó un total de cinco campañas.
Al iniciar la guerra civil española partió hacia Sudamérica y jugó con los equipos mexicanos del Club de Fútbol Asturias y del Atlante; también jugó en el Vélez Sarsfield y en el San Lorenzo de Almagro de Argentina.
La temporada 1946-47 jugó en el FC Barcelona, un año después regresó a México donde acabó jugando en el Real Club España y el Club Deportivo Marte.
Su último equipo profesional fue el Irapuato mexicano, en el que desempeñó las funciones de jugador y entrenador en la temporada 1952-1953.

## Selección nacional
García debutó el 19 de enero de 1936 con la selección de fútbol de España y que le enfrentó a Austria, el partido acabó con una victoria austríaca por 4:5.

## Estadísticas
| Club                | Temporada | Encuentros disputados | Goles |
| ------------------- | --------- | --------------------- | ----- |
| Racing de Santander | 1931-32   | 18                    | 0     |
| Racing de Santander | 1932-33   |                       |       |
| Racing de Santander | 1933-34   | 16                    | 0     |
| Racing de Santander | 1934-35   | 12                    | 1     |
| Racing de Santander | 1935-36   | 21                    | 0     |
| FC Barcelona        | 1946-47   | 3                     | 0     |

## Palmarés
| Título      | Club                    | País   | Año  |
| ----------- | ----------------------- | ------ | ---- |
| Liga Mayor  | Club de Fútbol Asturias | México | 1939 |
| Copa México | Club de Fútbol Atlante  | México | 1940 |
| Copa México | Club de Fútbol Atlante  | México | 1942 |
| Liga Mayor  | Real Club España        | México | 1945 |